# Hanns Braun (Journalist)
Hanns Braun (* 17. September 1893 in Nürnberg; † 25. September 1966 in München) war ein deutscher Journalist, Redakteur, Theaterkritiker und Buchautor. Bekannt wurde er insbesondere als Verfasser einer Sammlung literarischer Anachronismen mit dem Titel Hier irrt Goethe.

## Leben
Hanns Braun studierte Germanistik an den Universitäten München, Berlin und Kiel. Er promovierte in München 1916; seine Dissertation trägt den Titel Grillparzers Verhältnis zu Shakespeare.
Als Redaktionsgehilfe fing er 1916 bei der Münchner Zeitung an, für die er ab 1918 als Feuilleton-Mitarbeiter, später als Theaterkritiker bis zu ihrem Verbot im März 1943 tätig war. Er wechselte dann zur Frankfurter Zeitung, die im Herbst ebenfalls verboten wurde. Die nächsten Monate publizierte er in den Münchner Neuesten Nachrichten, bis zu seinem Schreibverbot im Frühling 1944.
Nach dem Krieg war Braun wiederum als Theaterkritiker für die Süddeutsche Zeitung, die ZEIT und den Rheinischen Merkur tätig. 1949 wurde er Honorarprofessor für Theaterkritik an der Uni München. 1954 wurde er a.o. Professor für Zeitungswissenschaft in München sowie Mitglied der Deutschen Akademie für Sprache und Dichtung.
Hanns Braun ist der Verfasser des Spruches Dem Sieg geweiht – Vom Krieg zerstört – Zum Frieden mahnend auf dem Münchner Siegestor.

## Privates
Hanns Braun war mit der Kinderbuch-Illustratorin Beatrice Braun-Fock (* 1898 in Amsterdam, † Januar 1973) verheiratet. Aus der Ehe gingen zwei Kinder hervor, der Architekt Erik Braun (1921–2000)  und die Graphikerin Karla Duday-Braun (1924–2010).

## Werke

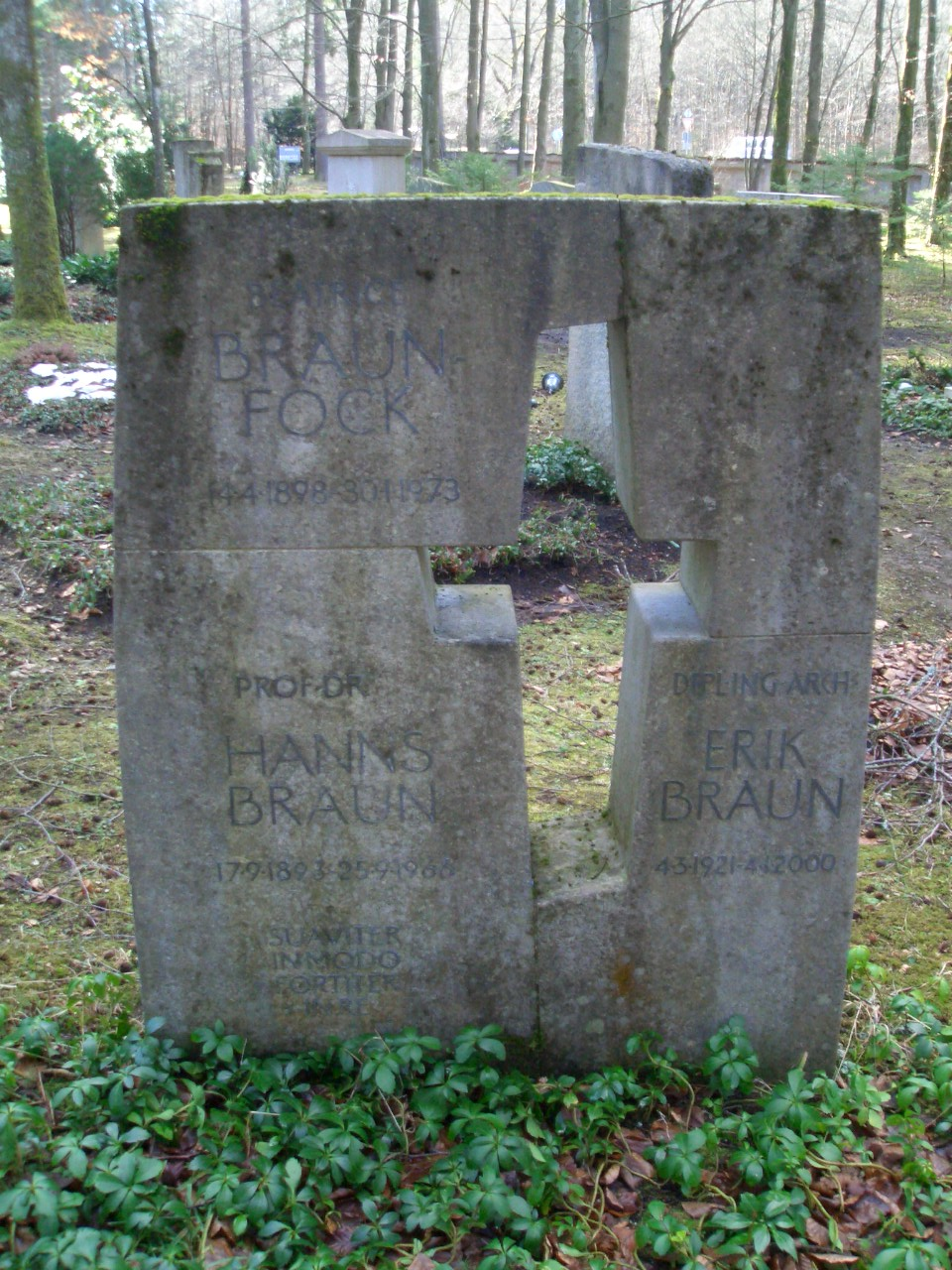
Grab mit Beatrice Braun-Fock auf dem Waldfriedhof Grünwald

- Hier irrt Goethe – unter anderen. Eine Lese von Anachronismen von Homer bis auf unsre Zeit. Heimeran, München 1937
- Vor den Kulissen. In mehr als 20 Kapiteln. Heimeran, München 1938
- Die Reise nach Ostafrika. S. Fischer, Berlin 1939
- Theater in Deutschland. Bruckmann, München 1952
- Um die Welt in 80 Tagen. Ein Reisebericht. Süddeutscher Verlag, München 1964